# Шахтный парашют
Ша́хтный парашю́т (англ. catch gear; нем. Fangvorrichtungf) — устройство, которое автоматически задерживает (улавливает) и плавно останавливает шахтную клеть при обрыве или уменьшении натяжения подъёмного каната.
Парашют шахтный индивидуальный — устройство для индивидуального страхования горняка при передвижении и выполнении разнообразных работ в стволе. При срыве человека вес падающего тела действует на рычаг и приводит в действие механизм парашюта. При этом срабатывают два его захвата — верхний и нижний. В верхнем захвате сила защемления каната зависит от характеристик пружины, а в нижнем она прямо пропорциональна массе падающего тела. Парашют обеспечивает остановку человека, сорвавшегося в ствол, на расстоянии 25—40 см.